# Astaena peruana
Astaena peruana är en skalbaggsart som beskrevs av Moser 1918. Astaena peruana ingår i släktet Astaena och familjen Melolonthidae. Inga underarter finns listade.